# 卡爾-約翰·約翰森
卡爾-約翰·約翰森（瑞典語：Karl-Johan Johnsson；1990年1月28日—）是一位瑞典足球運動員，在場上專職守門員，現效力於法甲球隊斯特拉斯堡，他曾代表瑞典國家足球隊參賽。

## 俱樂部生涯
卡爾-約翰·約翰森在青年時期便加入倫訥斯勒夫，15歲時轉而加入哈爾姆斯塔德青年隊。 當哈爾姆斯塔德內另一位守門員馬庫斯·薩爾曼被租借至特利堡時，約翰森成為隊中第三號守門員人選。他在2008年8月24日對陣佐加頓斯時首次替補上場，當時先發的馬格努斯·巴恩在半場時被迫離開球場。2008年11月20日，當時有報導指出，約翰森將前往英國曼徹斯特一周，並在訓練期間加入曼城。隨著隊上的康尼·喬韓森退出，以及馬格努斯·巴恩轉往特羅姆瑟，約翰森成為隊中2009年瑞超賽季內第二號守門員人選。
2010年瑞超賽季，約翰森成為繼羅賓·馬爾姆奎斯特後第二號守門員人選。2011年瑞超賽季時，哈爾姆斯塔德高層指定佩普-克羅泰特為新任教練，在馬爾姆奎斯特租借至特羅姆瑟的狀況下，球會引進西班牙守門員納烏塞特-培瑞茲，整個守門員班表開始大幅改動。然而培瑞茲因在瑞超適應不良表現欠佳，在賽季還未過半的狀況下就離去。培瑞茲離去後，約翰森成為球會內第一號守門員人選。
2012年11月5日，哈爾姆斯塔德宣布約翰森將在2013年1月1日轉會窗口開放時離去，並轉往荷蘭球會尼美根。
在尼美根度過一個半賽季後，約翰森轉往丹超球會蘭達斯。約翰森在蘭達斯總共2個賽季，其出色的表現令他獲得丹超2015年最佳守門員，同時在歐洲聯賽中首次亮相。2016年6月24日，約翰森，與法甲球會甘岡簽約，並與丹麥國腳約拿斯·羅素一同輪值球會守門員班表。

## 國際賽生涯
卡爾-約翰·約翰森在青年時期即代表瑞典19歲以下國家足球隊出賽，2009年時被徵招至瑞典21歲以下國家足球隊，隨隊出賽對抗斯洛伐克。隨著時間的推移，約翰森成為瑞典U21首席守門員。
儘管哈爾姆斯塔德在2011年瑞超賽季表現不佳而降級，約翰森仍在2012年1月時被徵招至瑞典國家足球隊，隨隊出賽對抗卡達U23及巴林。儘管在對巴林那場並未上陣，但對卡達時，約翰森在半場後獲得替補上陣的機會，這也是他在國家隊的首次亮相。
2018年5月，約翰森被徵招至瑞典2018年國際足聯世界杯23人先發名單內。

## 生涯數據

### 國際賽
最後更新：2021年3月31日
| 2012 | 1 | 0 |
| 2013 | 0 | 0 |
| 2014 | 0 | 0 |
| 2015 | 1 | 0 |
| 2016 | 1 | 0 |
| 2017 | 1 | 0 |
| 2018 | 3 | 0 |
| 2020 | 1 | 0 |
| 2021 | 1 | 0 |
| 總計 | 9 | 0 |

## 外部連結
- Soccerway資料庫：卡爾-約翰·約翰森